# Widikon

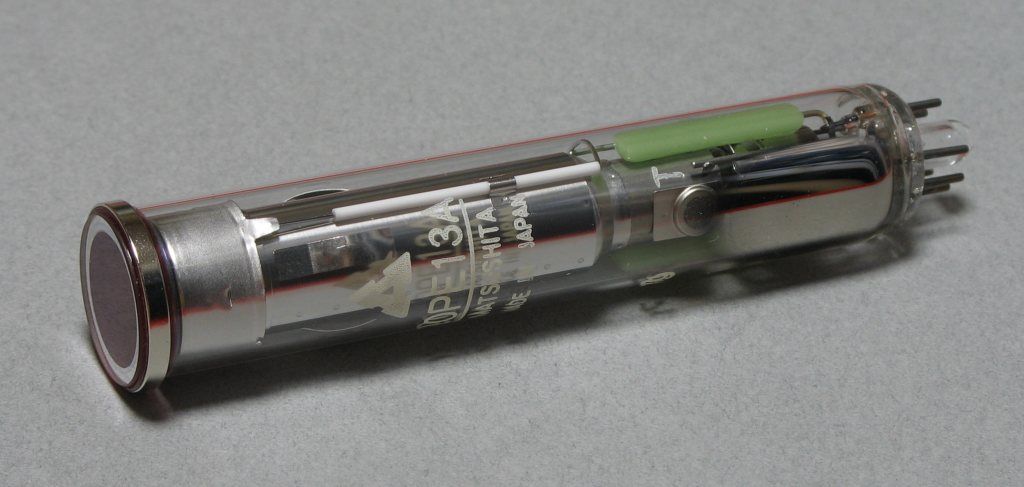
Widikon o średnicy 2/3 cala

Widikon – rodzaj fotoprzewodzącej lampy analizującej, stosowanej jako przetwornik dla potrzeb telewizji. W widikonie wykorzystuje się zasadę akumulacji ładunków. Bańka lampy posiada na swej przedniej ściance półprzezroczystą płytkę sygnałową, na której jest nałożona warstwa opornika fotoelektrycznego. Działo elektronowe, znajdujące się na przeciwległym końcu lampy, służy emisji strumienia wybierającego (elektronów). Strumień ten, jest przyspieszany przez tzw. siatki przyspieszające. Lampa ta (w wersji z magnetycznym odchylaniem i skupianiem) posiada zestaw cewek: korekcyjnych, odchylających oraz skupiającą. Widikon posiada cylindryczną anodę, której potencjał decyduje o szybkości wchodzenia elektronów w pole magnetyczne skupiające.
Obecnie widikony są stosowane rzadko; zostały wyparte przez półprzewodnikowe analizatory obrazu (np. przetworniki CCD).
Rodzajem widikonu jest Plumbikon.